# Len Graham
William George Leonard "Len" Graham (17 de outubro de 1925 - 30 de setembro de 2007) foi um futebolista norte-irlandês que atuava como zagueiro.

## Carreira
Graham competiu na Copa do Mundo FIFA de 1958, sediada na Suécia, na qual a sua seleção terminou na sétima colocação dentre os 16 participantes.